# Iglesia ortodoxa de Eritrea
La Iglesia ortodoxa de Eritrea o Iglesia ortodoxa tewahedo eritrea (en tigriña: ቤተ ክርስትያን ተዋህዶ ኤርትራ, romanizado: Tewahədo Bet'ə K'rstian Ertra) es una Iglesia ortodoxa oriental autocéfala que sigue la tradición litúrgica alejandrina, usando como lengua litúrgica el ge'ez y el tigriña.
Su historia se confunde con la de la Iglesia ortodoxa etíope, pues junto con esta dependió de la Iglesia copta ortodoxa desde que se separó de la Iglesia católica y ortodoxa por causa del Concilio de Calcedonia de 451. Su doctrina se fundamenta en los tres primeros concilios ecuménicos, su reflexión teológica ha sido formada y orientada desde la escuela de Alejandría y su cristología se basa en la fórmula del patriarca Cirilo de Alejandría de «una sola naturaleza del Verbo encarnado». Esta creencia miafisita en una naturaleza de Cristo, en la que se unen completamente las naturalezas divina y humana, se refleja en el nombre ge'ez täwahedo (ተዋሕዶ) que comparte con la Iglesia etíope y significa «unidad» o «llegar a ser uno», dicha palabra está emparentada con el árabe tawhid.
El papa copto Shenouda III la separó de la jurisdicción del patriarcado ortodoxo de Etiopía como consecuencia de la independencia de Eritrea en 1993, reconociendo su jerarquía propia, encabezada por un patriarca desde 1998, razón por la cual es denominada también patriarcado ortodoxo de Eritrea.

## Historia
Aunque la tradición religiosa etíope atribuye la fundación de su Iglesia a Felipe el Diácono, quien habría logrado la conversión del tesorero de la reina de Etiopía, tras encontrarse con él cuando el etíope regresaba de una peregrinación a Jerusalén; la cristianización de Eritrea comenzó en el siglo IV, junto con la de Etiopía, con la conversión del rey Ezana de Axum por los sirios Frumencio y Aedesios. Alrededor del 341 Frumencio fue consagrado como primer obispo de Etiopía por el arzobispo Atanasio de Alejandría. Sus sucesores siguieron siendo enviados desde Egipto por el patriarca de Alejandría.
Luego del Concilio de Calcedonia de 451, se dio el cisma miafisista, cuando el patriarca de Alejandría Timoteo Eluro excomulgó a los patriarcas ortodoxos, entre ellos el de Roma, en el 457. A este patriarca lo sucedieron patriarcas ortodoxos y miafisistas, hasta que en 535 el patriarcado se dividió y la Iglesia copta ortodoxa, en cuya obediencia se hallaba la Iglesia de Etiopía, se constituyó definitivamente. El obispo de Etiopía (o abune) continuó siendo designado y enviado desde Egipto por el patriarca a requerimiento del gobernante de Etiopía, aunque con poderes muy limitados.
El 14 de enero de 1951, tras la muerte de Abune Cirilo, el último arzobispo egipcio de Etiopía, el papa copto José II confirmó la elección de Abune Basilios como arzobispo. El 28 de junio de 1959, el papa Cirilo VI coronó a Abune Basilios como el primer patriarca de Etiopía, consolidando la autocefalia de la Iglesia ortodoxa etíope.
Más tarde, en 1961, comenzó la larga guerra de la independencia de Eritrea, que finalizó en 1991 con la victoria de los eritreos y los aliados rebeldes de Etiopía. El 10 de febrero de 1991 se estableció un sínodo provisional compuesto por clérigos y fieles eritreos bajo el liderazgo de Abune Filipos que con la independencia de Eritrea en 1993 llegó a un acuerdo con la Iglesia copta ortodoxa de Alejandría, allanando el camino para que el 8 de mayo de 1998 el papa Shenouda III reconociera a Filipos como el primer patriarca de Eritrea. Cuenta con el mismo canon bíblico que la iglesia de Etiopía.

## Lista de patriarcas de la Iglesia ortodoxa eritrea
Los titulares que gobiernan esta Iglesia, con sede en Asmara desde 1993, son:
Arzobispos de Asmara
- Filipos 		(1993-1998)

Patriarcas de Eritrea
- Filipos 		(1998-2002)
- Jacob 		(2002-2003, lugarteniente)
- Antonios	 	(2003-2006, depuesto)
- Dióscoro 		(2006-2015)
- Cirilo 		(2021-2022)[10]